# Stebbingdromia
Stebbingdromia is een geslacht van kreeftachtigen uit de klasse van de Malacostraca (hogere kreeftachtigen).

## Soort
- Stebbingdromia plumosa (Lewinsohn, 1984)